# تام شولتز

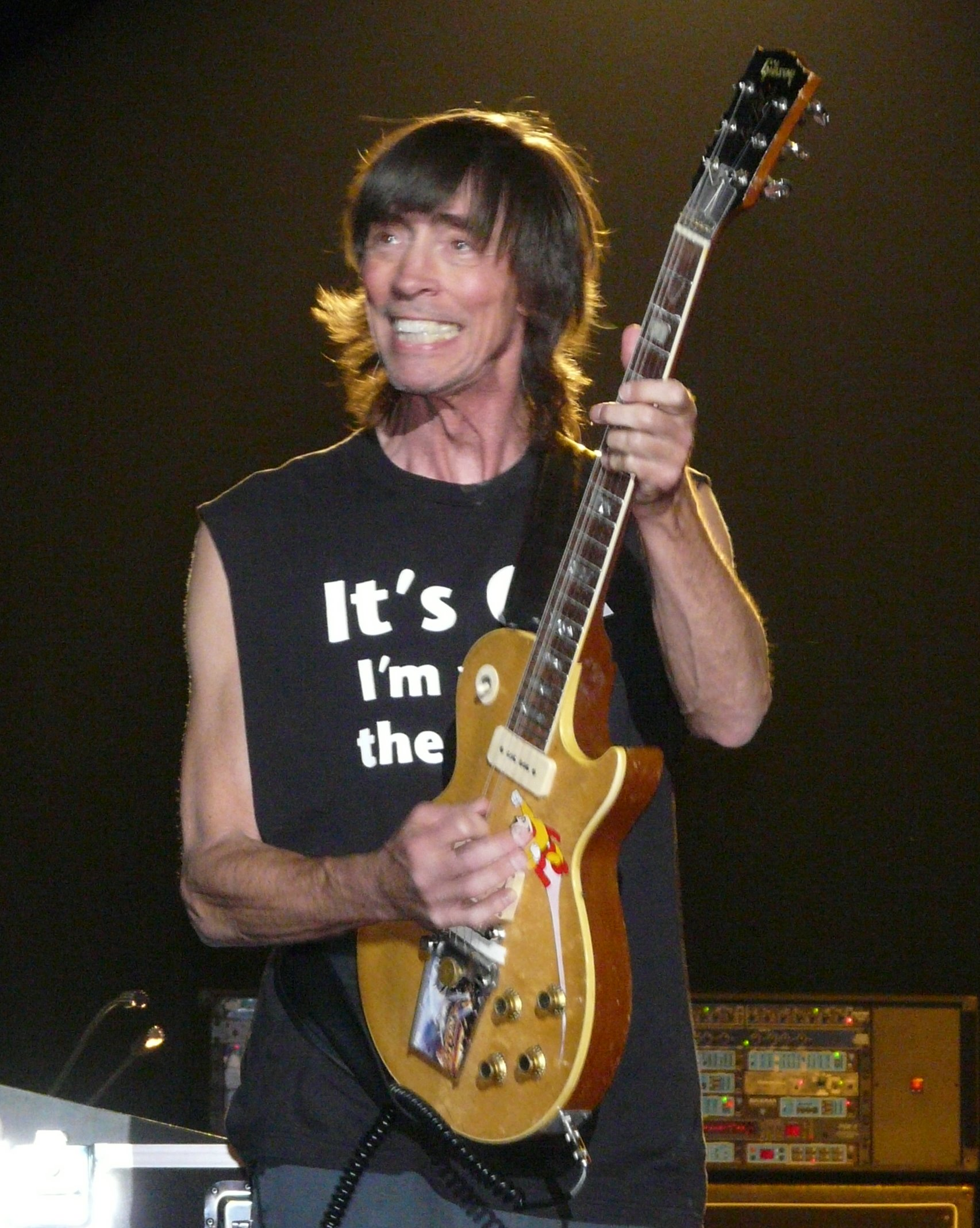
تام شولتز درحال گیتار زدن

تام شولتز موسیقی‌دان، مخترع، مهندس آمریکایی است که بیشتر به عنوان یکی از بنیان‌گذاران گروه موسیقی بوستون و مخترع آمپلی‌فایر راکمن شناخته می‌شود.
او در کودکی نواختن پیانو کلاسیک را یاد گرفت و علاقهٔ زیادی نیز به تعمیر چهارچرخه‌های موتوری کوچک داشت. دوران دبیرستانش را در سال ۱۹۶۵ به اتمام رساند و مدرک کارشناسی و کارشناسی ارشد خود را نیز از موسسه فناوری ماساچوست در رشته مهندسی مکانیک دریافت کرد. هنگامی که در شرکت پولاروید کار می‌کرد، به ضبط دموهایی در استودیوی خانگی خود پرداخت. این دموها مورد توجه اپیک رکوردز قرار گرفت و موجب شد که شولتز با آن‌ها قراردادی ببندد. او بر این باور بود که دموهایی که ضبط کرده به اندازه کافی برای انتشار به عنوان آلبوم مناسب بوده، اما ناشر به او گفت که باید از آن ضبط دوباره انجام دهد. او در این آلبوم بسیاری از بخش‌های گیتار، بیس و کیبورد را به تنهایی اجرا کرد، هرچند موسیقیدان دیگری هم که دعوت شده بودند به صورت پراکنده در این اثر همکاری داشت.